# Bibelsällskap
Ett bibelsällskap är en förening som arbetar för bibelns spridning. 
Under medeltiden var bibeln mycket sällsynt i hemmen, och fanns nästan endast i kyrkorna och klostren. Böcker var dyrbara och måste kopieras för hand. Boktryckarkonsten förändrade situationen. Reformatorerna vinnlade sig mycket om bibelns spridning, och till 1559 upplades Martin Luthers översättning av hela bibeln 38 gånger och översättningen av nya testamentet 72 gånger. Den första bibelanstalten grundlades 1710 av friherre von Canstein och ställdes i förbindelse med franckeska barnhuset i Halle. I England fanns flera välgörande föreningar, som verkade för bibelspridning (Society for Promoting Christian Knowledge, från 1698, Society for the Propagation of the Gospel in Foreign Parts, från 1701, med flera), även om de inte hade detta som sitt uteslutande ändamål. År 1804 stiftades Brittiska  och utländska bibelsällskapet. I dess efterföljd kom ett stort antal nationella sällskap att stiftas. Dessa samarbetar sedan 1946 i organisationen Förenade bibelsällskapen.